# Batalla de Shirimni
La batalla de Shirimni (en georgiano: შირიმნის ბრძოლა) o  batalla de Palakazio fue una batalla entre bizantinos y  georgianos en Shirimni en el lago Palakazio (ahora Childir, en la actual Turquía; entonces parte de Georgia) el 11 de septiembre de 1021.

## Contexto
La batalla fue precedida por dos décadas de disputas sobre la sucesión en el título de courapalates y las tierras del anterior curopalate, David III de Tao. Este conflicto ue terminó arrastrando a diversos estados clientes de los bizantinos en Asia Menor como Armenia y Georgia, además de a la propia política bizantina en la región. El conflicto se convirtió en guerra abierta cuando el rey georgiano Jorge tomó por la fuerza áreas en disputa en 1014. En represalia, el emperador Basilio II se dirigió en 1021 con un ejército para hacer retroceder a los georgianos a sus fronteras previas.

## Batalla
Ambos ejércitos fueron encabezados por sus monarcas. en el caso del bizantino acompañado por su guardia varega. El ejército georgiano contaba con tropas auxiliares armenias. 
Ambos ejércitos se encontraron en Shirimni en el lago Palakazio. Los georgianos estuvieron cerca de ganar la batalla pero el contraataque de Basilio fue decisivo. La batalla acabó con dos altos comandantes georgianos, Rati Baghvashi y Khursi, muertos. 
Basilio saqueó la zona tras su victoria antes de replegarse a sus cuarteles de invierno en Trebisonda.